# Austrophorocera sulcata
Austrophorocera sulcata är en tvåvingeart som först beskrevs av Aldrich och Herbert John Webber 1924.  Austrophorocera sulcata ingår i släktet Austrophorocera och familjen parasitflugor. Inga underarter finns listade i Catalogue of Life.